# Trościaniec (rejon jaworowski)
Trościaniec (ukr. Тростянець) – dawna wieś na Ukrainie, w obwodzie lwowskim, w rejonie jaworowskim. Leżał na południowy wschód od Niemirowa.
W II Rzeczypospolitej do 1934 samodzielna gmina jednostkowa. Następnie miejscowość należała do zbiorowej wiejskiej gminy Wierzbiany w powiecie rawskim w woj. lwowskim, gdzie utworzyła gromadę. Została zlikwidowana w 1940 związku z utworzeniem Jaworowskiego Poligonu Wojskowego. Po wojnie weszła w struktury administracyjne Związku Radzieckiego.